# قاسم إبراهيم
قاسم إبراهيم (المعروف أيضا باسم بوروما قاسم) هو رجل أعمال مالديفي، وفاعل خير وسياسي. في عام 1986، أسس إبراهيم شركة فيلا للشحن والتجارة (Pvt. Ltd) أكبر شركات جزر المالديف. وهو رئيس الشركة وأكبر مساهم فيها وهو واحد من أكثر رجال الأعمال ثراء في البلاد. كان يعمل في النشاطات الخيرية من خلال مؤسسة فيلا الخيرية، حيث كان يساعد المالديفيين الذين يواجهون صعوبات بالتعليم والصحة من خلال تقديم المساعدة الطبية والمنح الدراسية.
كان إبراهيم المرشح الرئاسي للحزب الجمهوري في انتخابات 2013، حيث خسر في الجولة الأولى.

## النشاط السياسي والسجن
دخل إبراهيم السجن في قضايا بدوافع سياسية في فترة حكم الرئيس مأمون عبد القيوم وكذلك في فترة حكم الرئيس محمد نشيد القصيرة.
وكان قد اعتقل في عام 2009 للاشتباه في أنه كان يرشي النواب للتصويت ضد حكومة الرئيس محمد نشيد. ثم أفرج عنه في وقت لاحق دون تهمة.

## وصلات خارجية
- الموقع الرسمي لمجموعة فيلا
- الصفحة الرسمية على فيس بوك
- حساب تويتر الرسمي